# Slatina, Cirkulane
Slatina este o localitate din comuna Cirkulane, Slovenia, cu o populație de 98 de locuitori.